# Saitō Setsudō

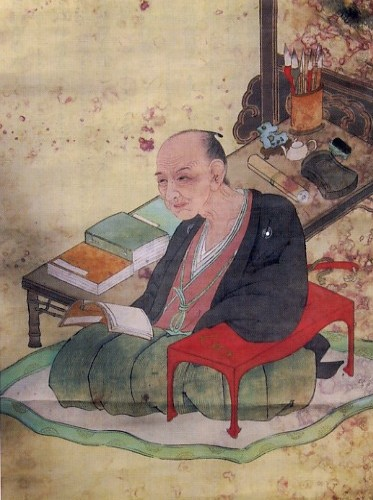
Saitō Setsudō

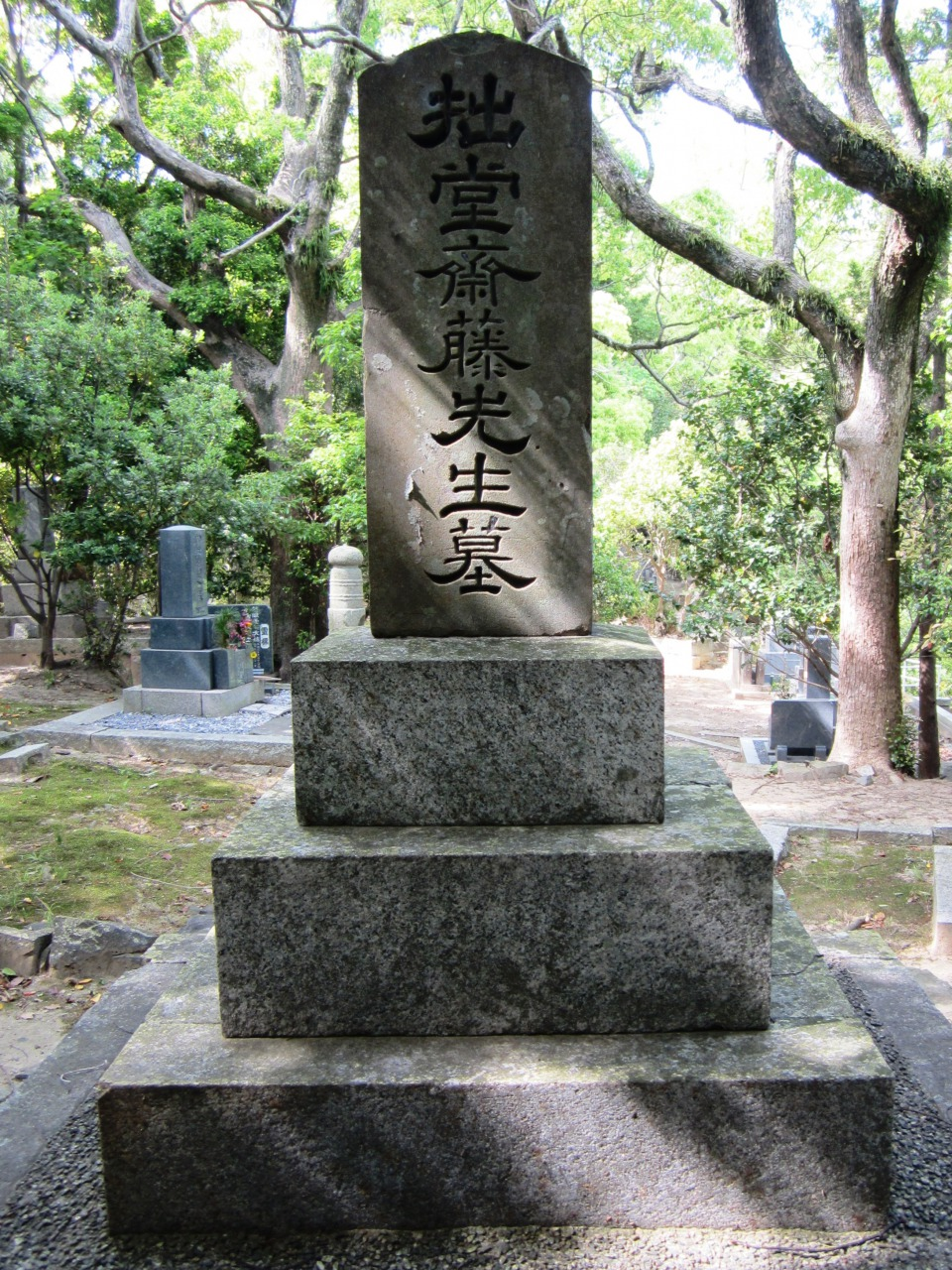
Saitōs Grab am Shitennō-ji, Tsu

Saitō Setsudō (japanisch 斎藤 拙堂, Vorname eigentlich Shōken, Go auch Tekkendōjin (鉄研道人); geboren 1797 in Edo, Provinz Musashi; gestorben 4. September 1865 in Tsu) war ein japanischer konfuzianischer Gelehrter der Cheng-Zhu-Schule in der späten Edo-Zeit.

## Leben und Wirken
Saitō Setsudō wurde als Sohn von Saitō Masanori (斎藤 正修) in der Residenz der Dömäne Tsu (heute Präfektur Mie) im Ortsteil Yanagihara von Edo, geboren. Er besuchte in Edo die Ausbildungsstätte Shōheikō (昌平黌), wurde u. a. von Koda Seiri (古賀 精里; 1750–1817) unterrichtet, dessen Nachfolger er nach dessen Tod wurde. 1820 gründete Tōdō Takatada (藤堂 高兌; 1781–1825), der 10. Fürst der Domäne, die Schule „Yūzōkan“ (有造館) und wählte Saitō aus, an dieser zu wirken, worauf er nach Tsu zog.
Dort unterrichtete Saitō und diente ab 1824 dem 11. und letzten Fürsten der Domäne, Tōdō Takayuki  (藤堂 高猷; 1813–1895). 1841 wurde er höherer Verwaltungsbeamter (行政官, Gōseikan) und 1844 Direktor des „Yūzōkan“. Er überarbeitete die Schulregeln, erhöhen Sie die Anzahl der Mitarbeiter und vergrößerte die Bibliothek und veröffentlichte 294 Bände des „Zichi Tongjian“ (資治通鑑), ein von Sima Guang verfasstes Geschichtswerk. Er schickte talentierte Samurai nach Edo, um europäische Wissenschaften, auch Militärwissenschaften, zu studieren. Sensibel auf den Wandel der Zeit reagierend, eröffnete er eine Pockenklinik, als Impftechniken eingeführt wurden. 1855 reiste Satō auf Befehl des Shogunats nach Edo und hatte eine Audienz bei Shogun Tokugawa Iesada. Das Bakufu versuchte, ihn als konfuzianischen Beamten einzustellen, aber er lehnte ab.
Satōs Wissen basierte auf dem Neo-Konfuzianismus, wobei er sich akribisch auf historische Aufzeichnungen berief. Er fand Anerkennung für den Gelehrten Ikai Keisho (猪飼敬所; 1761–1845) für dessen Darstellung von Laozi und Sunzi. Er hatte auch ein starkes Interesse an der Staatsverwaltung, forschte über Außenpolitik und verfasste Bücher wie „Kaigai Iden“ (海外異伝) – „Berichte über das Ausland“ und „Roshia Gaiki“ (魯西亜外記) – „Außenpolitik Rußlands“. Setsudos Spezialität war jedoch das Schreiben von Reiseberichten, so das „Geppai kishō“ (月瀬記勝) über die Kirschblüte in Tsukigase (月ヶ瀬) in der Provinz Yamato, das dem „Yabakei-zu maki“ (耶馬渓図巻記) von Rai San’yō ebenbürtig ist und den Namen Setsudō begründete. Er ist auch berühmt für sein Austausch mit vielen konfuzianischen Gelehrten und Literaten, einschließlich Rai San’yō.
Satōs Grab befindet sich im Tempel Shitennō-ji (四天王寺) in Tsu.